# ルーカス・エンゲル
ルーカス・アーレフェルト・エンゲル（Lukas Ahlefeld Engel, 1998年12月14日 - ）は、デンマーク・首都地域カストルプ出身のサッカー選手。EFLチャンピオンシップ・ミドルズブラFC所属。ポジションは DF。

## クラブ経歴
2015年に実質4部リーグにあたるデンマーク・シリーズのカストルプBKでプロデビュー。2017年に2部リーグのデンマーク・ファーストディビジョンに属するBKフレマズ・アマーに移籍。移籍2年目の2018-19シーズンには、DFながら9ゴールを決めた。
2021年2月1日、ヴェイレBKと2024年までの契約を結び、自身初のトップリーグでのプレーが実現。途中加入となった2020-21シーズンは、即先発に定着し、17試合2ゴールを記録した。
2022年1月31日、シルケボーIFへの2021-22シーズン終了までのローン移籍が決定。加入後全15試合に先発出場し、同シーズン終了後の6月22日には完全移籍が決まり、2027年までの契約を結んだ。
2023年8月15日、ミドルズブラFCと4年契約を締結。2024年1月13日のミルウォールFC戦で、前半38分に移籍後初ゴールを決めた。